# Andrea Castellan
Andrea Castellan (Piemont, 1889) fou un tenor italià.
Va crear el segon tenor d'Il bravo de Mercadante el 1839 i Lorenzino de' Medici de Giovanni Pacini en el Teatre La Fenice de Venècia el 4 de març de 1845. El 17 d'abril de 1847, formà part del primer elenc que va inaugurar el Gran Teatre del Liceu de Barcelona amb Anna Bolena de Donizetti.
Va morir el 1889 en un poble piemontès on va fer durant molt temps d'estanquer.